# Melectoides politus
Melectoides politus är en biart som beskrevs av Roig-alsina 1991. Melectoides politus ingår i släktet Melectoides och familjen långtungebin. Inga underarter finns listade i Catalogue of Life.